# Gymnema khandalense
Gymnema khandalense är en oleanderväxtart som beskrevs av Hermenegild Santapau. Gymnema khandalense ingår i släktet Gymnema och familjen oleanderväxter. Inga underarter finns listade i Catalogue of Life.